# Армія вільного Уельсу

Варіація прапора Армії вільного Уельсу

Армія вільного Уельсу (англ. Free Wales Army, скорочено FWA; валл. Byddin Rhyddid Cymru) — валлійська паравійськова націоналістична організація, утворена в 1963 році в місті Лампетер, окрузі Кередігіон Вільямом Джуліаном Кайо-Евансом. Ставила перед собою за мету вихід Уельсу зі складу Великої Британії і його перетворення на республіку.

## Історія
1965 року в Уельсі пройшли акції протесту проти спорудження водосховища Ллін-Келін, в яких брали участь і представники так званої Армії вільного Уельсу. Через рік представники цього руху брали участь в заходах з нагоди 50-річчя Великоднього повстання, що відбулися в Дубліні, а в 1967 році Армія привернула до себе увагу ЗМІ після інтерв'ю, взятого Девідом Фростом.
Угруповання привертало до себе увагу, а її лідери буквально підливали масла у вогонь, даючи приводи для різних чуток: про те, що їх підтримують впливові мільйонери Великої Британії, що у Армії є хороші зв'язки з іншими радикальними воєнізованими організаціями на кшталт ІРА і ЕТА, що вони вчать собак тягати вибухівку і т. д. Члени цієї організації носили саморобну уніформу і влаштовували марші в історичних містах Уельсу (в тому числі й в Махінллеті), проводили навчання в сільській місцевості з використанням пістолетів і вибухівки і брали на себе відповідальність за теракти, скоєні іншою організацією, «Рух на захист Уельсу». Представники Армії також виступали на підтримку сімей загиблих в Аберванській катастрофі, яким відмовляли у виплаті компенсації за моральну шкоду.